# Das Zeitportal (Die Enterprise)
Das Zeitportal (Originaltitel: Yesteryear) ist die zweite Episode der ersten Staffel der Science-Fiction-Zeichentrickserie Die Enterprise. Sie wurde in englischer Sprache erstmals am 15. September 1973 bei NBC ausgestrahlt. In Deutschland war sie zum ersten Mal unter dem Titel Die Täuschung am 19. Oktober 1976 in einer stark geschnittenen und inhaltlich veränderten synchronisierten Fassung im ZDF zu sehen. Eine ungekürzte, originalgetreue Synchronfassung erschien erstmals 1994 auf VHS. Die erste Fernsehausstrahlung dieser Fassung erfolgte am 9. September 2016 auf Tele 5.

## Handlung
Im Jahr 2269 bei Sternzeit 5373.4 kehrt die Enterprise zurück zum Planeten des „Wächters der Ewigkeit“, den sie bereits zwei Jahre zuvor besucht hatte. Der Wächter hatte damals angeboten, der Föderation Zeitreisen zu ermöglichen und ein Team von Wissenschaftlern nutzt jetzt diese Gelegenheit. Dabei kommt es offenbar unbeabsichtigt zu einer Veränderung der Zeitlinie, denn als Captain Kirk und sein erster Offizier Spock von einer Reise zurückkehren, scheint niemand mehr Spock zu kennen und an seiner Stelle ist nun ein Andorianer namens Thelin erster Offizier der Enterprise. Eine Recherche ergibt, dass Spock in dieser Realität im Alter von sieben Jahren verstorben ist. Sein vulkanischer Vater Sarek und seine menschliche Mutter Amanda Grayson trennten sich daraufhin. Amanda Grayson kam später bei einem Unfall ums Leben.
Spock erinnert sich an ein Ereignis in seiner Kindheit. Als Siebenjähriger musste er sich einem Übergangsritual namens „Kahs-wan“ unterziehen, bei dem vulkanische Kinder zehn Tage lang in der Wüste ohne Nahrung und Wasser auskommen müssen. Spock wurde damals von einem wilden Tier angegriffen und ein entfernter Cousin namens Selek rettete ihm das Leben. Jetzt wird Spock klar, dass dieser Cousin, den er danach nie wieder gesehen hatte, in Wirklichkeit sein älteres Ich war. Er bittet deshalb den „Wächters der Ewigkeit“, ihm eine Reise auf den Planeten Vulkan im Jahr 2237, einen Tag vor seinem Tod, zu ermöglichen, um in der Rolle von Selek den Lauf der Geschichte zu korrigieren.
In der Vergangenheit angekommen, besucht Spock seine Heimatstadt ShiKar. Dort wird er Zeuge, wie sein jüngeres Ich von drei vulkanischen Jungen wegen seiner menschlichen Mutter verspottet wird, woraufhin der junge Spock auf die Jungen losgeht. Als Spock auf Sarek trifft und sich als Cousin ausgibt, der den Tempel ihrer Ahnen besuchen will, lädt Sarek ihn in sein Haus ein. Dort erfährt Spock von Amanda, dass das „Kahs-wan“ erst in einem Monat stattfindet. Er ist sehr verwundert, doch als er ein Gespräch zwischen Sarek und dem jungen Spock mithört, wird ihm klar, dass seine Erinnerung fehlerhaft war: Der entscheidende Zwischenfall hatte sich nicht während des „Kahs-wan“ ereignet, sondern bereits vorher, denn wegen seiner halbmenschlichen Herkunft lastete auf Spock ein besonders großer Druck, das „Kahs-wan“ bereits beim ersten Mal zu bestehen. Er hatte sich deshalb zu einem Probelauf entschieden, ohne seinen Eltern etwas davon zu sagen.
Nachts macht sich der junge Spock auf den Weg in die Wüste. Sein Haustier, ein zahmer Sehlat (ein bärenartiges Wesen mit langen Reißzähnen) namens I-Chaya weicht ihm nicht von der Seite, obwohl er ihm befiehlt, nach Hause zurückzukehren. Plötzlich werden die beiden von einem Le-matya (einem raubkatzenartigen Wesen) angegriffen. I-Chaya versucht, das Tier vom jungen Spock fernzuhalten. Schließlich trifft der erwachsene Spock ein, der die beiden heimlich verfolgt hat, und betäubt den Le-matya mit einem Nackengriff. Der hat I-Chaya mit seinen giftigen Klauen allerdings schwere Verletzungen zugefügt. Der junge Spock entschließt sich, einen Heiler zu holen, doch als er mit diesem zurückkehrt, ist die Wirkung des Gifts bereits zu stark. Dem Heiler bleibt nur noch die Wahl I-Chayas Leiden zu verlängern oder ihn einzuschläfern. Der junge Spock entschließt sich schweren Herzens für letzteres. Spock bringt sein jüngeres Ich zurück in sein Elternhaus. Da der korrekte Zeitablauf wieder hergestellt ist, kann er nun in seine Zeit zurückkehren.

## Verbindungen zu anderen Star-Trek-Produktionen
Einige Elemente aus dieser Folge wurden in späteren Star-Trek-Produktionen wieder aufgegriffen:
- Spocks menschliche Mutter Amanda erhält hier ihren Nachnamen Grayson, der in den späteren Filmen und Serien übernommen wird.
- Die vulkanische Wüste, der sogenannte „Glühofen“ (englisch: „Forge“), in die sich der junge Spock begibt, wird in Folge 6.16 (Wandel des Herzens) von Star Trek: Deep Space Nine aus dem Jahr 1998 erneut erwähnt. In Folge 4.07 (Der Anschlag) von Star Trek: Enterprise aus dem Jahr 2004 ist diese Wüste einer der Handlungsorte.
- In der Folge Der Anschlag von Star Trek: Enterprise ist außerdem ein wilder Sehlat zu sehen. T’Pol erwähnt in dieser Folge, dass auch sie als Kind einen Sehlat als Haustier hatte. In Folge 2.02 (Kayshon, seine Augen offen) der animierten Serie Star Trek: Lower Decks aus dem Jahr 2021 ist das Skelett eines Sehlats zu sehen. In Folge 1.05 (Spock Amok) von Star Trek: Strange New Worlds aus dem Jahr 2023 erwähnt Spock erneut seinen Sehlat I-Chaya.
- Im Film Star Trek von 2009 wird erneut gezeigt, wie Spock von anderen vulkanischen Kindern für seine teilweise menschliche Herkunft gemobbt wird.
- Mit dem Wissenschaftler Aleek-Om ist erstmals ein Mitglied der vogelartigen Spezies der Aurelianer zu sehen. Diese Spezies wurde in den späteren Filmen und Serien zunächst weitgehend ignoriert und erst ab 2020 in mehreren Folgen der beiden animierten Serien Star Trek: Lower Decks und Star Trek: Prodigy erneut gezeigt bzw. erwähnt.

## Produktion

### Drehbuch
Die Folge wurde von D. C. Fontana geschrieben, die bereits mehrere Drehbücher für die Vorgängerserie Raumschiff Enterprise verfasst hatte.
In Das Zeitportal werden Elemente aus den beiden Raumschiff-Enterprise-Folgen Griff in die Geschichte und Reise nach Babel wieder aufgegriffen. In Griff in die Geschichte wurde der „Wächter der Ewigkeit“ eingeführt. In der von Fontana geschriebenen Folge Reise nach Babel hatten Spocks Eltern ihren ersten Auftritt; zudem wurden Details aus Kinder genannt (sein zahmer Sehlat sowie seine Probleme mit den vulkanischen Kindern).

### Sprecher und Figuren
Botschafter Sarek wird von Mark Lenard gesprochen, der die Figur bereits in Raumschiff Enterprise verkörpert hatte. Amanda Grayson wird hingegen nicht von ihrer damaligen Schauspielerin Jane Wyatt, sondern von Majel Barrett gesprochen.
Anstelle von Fähnrich Bates (gesprochen von James Doohan) war im ursprünglichen Drehbuchentwurf eigentlich Pavel Chekov vorgesehen. Die Figur wurde aber geändert, da Walter Koenig, der Chekov in Raumschiff Enterprise gespielt hatte, nicht als Synchronsprecher für die Zeichentrickserie übernommen wurde.
Das Zeitportal ist die Folge der Serie mit der höchsten Anzahl an Sprechrollen von James Doohan.

## Adaptionen
Alan Dean Foster schrieb eine Textfassung von Das Zeitportal, die auf Englisch erstmals 1974 in der Geschichtensammlung Star Trek Log 1 erschien. Die deutsche Übersetzung erschien 1993.
Geoff Trowbridges nichtkanonische Geschichte The Chimes at Midnight, die 2008 in Echoes and Refractions, dem zweiten Band der Myriad-Universes-Reihe erschien, baut auf Das Zeitportal auf. Die Geschichte spielt in einer alternativen Realität und baut auf der Prämisse auf, dass Spock tatsächlich als Kind verstarb und Thelin an seiner Stelle erster Offizier der Enterprise wurde. Mit dieser neuen Figurenkonstellationen werden alternative Handlungen mehrerer Star-Trek-Spielfilme erzählt.

## Rezeption
Mit 8,1 von 10 möglichen Punkten (Stand Juli 2023) ist Das Zeitportal die in der Internet Movie Database am besten bewertete Folge der Serie Die Enterprise.
Terry J. Erdmann und Paula M. Block listen Griff in die Geschichte in ihrem 2008 erschienenen Referenzwerk Star Trek 101 als die beste Folge der Zeichentrickserie Die Enterprise auf.
Chris Cummins führte Das Zeitportal 2012 auf toplessrobot.com in einer Liste der acht besten Folgen von Die Enterprise auf Platz 2.
Charlie Jane Anders führte Das Zeitportal 2014 auf gizmodo.com in einer Liste der 100 besten bis dahin ausgestrahlten Star-Trek-Folgen auf Platz 30.
Sven Harvey zählte Das Zeitportal 2015 auf der Website Den of Geek als eine der 25 besten Folgen der beiden Serien Raumschiff Enterprise und Die Enterprise.
Wes Huntington führte Das Zeitportal 2016 auf msureporter.com in einer Liste der zehn besten Folgen von Die Enterprise auf Platz 1.
Aaron Couch und Graeme McMillan erstellten 2016 anlässlich des 50-jährigen Jubiläums von Star Trek in Zusammenarbeit mit verschiedenen Beteiligten aus dem Franchise für den Hollywood Reporter eine Liste der 100 besten bis dahin ausgestrahlten Folgen. Das Zeitportal wurde hierbei auf Platz 59 gewählt.
Lisa Granshaw erstellte 2016 für syfy.com eine Liste der 15 besten Star-Trek-Zeitreisegeschichten. Das Zeitportal landete dabei auf Platz 15.
Michael Weyer listete Das Zeitportal 2018 auf cbr.com in einem Ranking der 20 besten Star-Trek-Zeitreisefolgen auf Platz 4.
Juliette Harrisson empfahl Das Zeitportal 2018 auf der Website Den of Geek als eine der Folgen, die man gesehen haben sollte, wenn man die Grundlagen von Star Trek verstehen möchte.
Eric Diaz listete Das Zeitportal 2019 auf nerdist.com in einem Ranking der zehn besten Star-Trek-Zeitreisefolgen auf Platz 9.
James Whitbrook führte Das Zeitportal 2020 auf gizmodo.com.au als eine der zehn wichtigsten Folgen von Die Enterprise.
Ryan Britt führte Das Zeitportal 2020 auf syfy.com in einer Liste der fünf besten Folgen von Die Enterprise auf Platz 1.
Jack Kiely führte Das Zeitportal 2023 auf whatculture.com in einer Liste der zehn wichtigsten Folgen von Die Enterprise auf Platz 1.